# The Narrow Path
The Narrow Path es una película nigeriana de 2006, producida y dirigida por Tunde Kelani. La película es una adaptación de The Virgin, una novela escrita por Bayo Adebowale.

## Sinopsis
Awero (Sola Asedeko) es una joven en medio del dilema de elegir entre dos ansiosos pretendientes: Odejimi, un valiente cazador y Lapade, un hombre rico pero que se encuentra en un lío el día de su boda con Odejimi.

## Elenco
- Sola Asedeko como Awero
- Segun Adefila como Dauda
- Ayo Badmus como Lapade
- Seyi Fasuyi como Odejimi
- Khabirat Kafidipe
- Joke muyiwa
- Olu Okekanye
- Eniola Olaniyan

## Recepción
El sitio web Nollycritics la calificó con un 8/10 y destacó en su reseña la banda sonora de The Narrow Path, sin dejar de señalar los errores en los créditos, ortografía de los nombres y equívocos en los subtítulos, aunque animó al público a ver y disfrutar de la película.
Por otra parte, la reseña del diario The Nation menciona que "la película enfatiza los importantes roles de las mujeres, aunque marginadas, para lograr la paz comunitaria" y destaca los mensajes en la película como el sexo prematrimonial, las tradicionales pruebas de virginidad y la violación.